# Andromeda (canción)
«Andromeda» es un sencillo de la banda virtual británica Gorillaz, con el rapero estadounidense DRAM, la canción fue lanzada el 23 de marzo de 2017. Fue lanzado como el cuarto sencillo de su quinto álbum de estudio Humanz. Nominada a los Premios Grammy como "Mejor Grabación de Baile".

## Composición y grabación
Albarn ha dicho que «Andromeda» es una canción muy personal para él; Andromeda en sí es el nombre de un club nocturno de Colchester que Albarn visitó a menudo en su juventud. Hablando en el club nocturno de Andrómeda, Albarn dijo: «Era el único lugar en toda la ciudad que tocaba música soul, así que hay una conexión entre la música que solía escuchar allí y el sentimiento y el espíritu de la música que estaba tratando de evocar.»
«Andromeda» fue dedicada a Ethel, madre de la pareja de Albarn, Suzi Winstanley, que murió mientras Albarn escribía la canción. La muerte de Ethel recordó a Albarn de Bobby Womack, a quien Albarn había colaborado con Plastic Beach y Womack's The Bravest Man in the Universe, antes de la muerte de Womack en junio de 2014. El sentimentalismo que Albarn sentía por la familia y amigos perdidos fue decisivo en la creación de «Andromeda», con Albarn comentando el mensaje de la canción: «Toma el peor resultado posible, sé valiente, y recuerda toda la bondad que precedió a eso ... toda la belleza que precedió a eso.»
Albarn también declaró que después de una conversación con el productor The Twilite Tone, trató de evocar el sonido de la canción de Michael Jackson de 1983 «Billie Jean» de su mítico Thriller y la canción de Hall & Oates "I Can't Go for That (No Can Do)", de su álbum Private Eyes. Tone produjo la canción, mientras que Albarn se encargó de las letras, La canción cuenta con el rapero D.R.A.M., que también ha sin acreditar la voz de acompañamiento en el sencillo "We Got the Power". D.R.A.M. originalmente tenía una característica más prominente en la canción, con un estribillo y un verso llenos, sin embargo, Albarn desnudó su voz detrás, para que se oyera más completa. En un momento dado, el nombre de la canción era "I Can't Go for Billie Jean", como referencia a la canción de Michael Jackson mencionada anteriormente.

## Personal
- Damon Albarn: vocales, escritor, sintetizador, teclado, programación, producción
- D.R.A.M.: vocales, escritor
- Anthony Khan: sintetizadores, batería
- Stephen Sedgwick: ingeniero de grabación, mixer
- John Davis: ingeniero maestro
- Roses Gabor: vocales adicionales
- The Twilite Tone: productor